# Konstitutionell monarki
En konstitutionell monarki är en statsform med en monark som statschef (monarki), där denne dock har mycket begränsade befogenheter, tydligt reglerade i en grundlag eller genom praxis, jämfört med vad som är fallet i en absolut monarki.
I de flesta fall har de konstitutionella monarkierna utvecklats till parlamentariska monarkier, vilket innebär att monarkens befogenheter begränsas av att regeringen utses av riksdagen  och utövar den större och avgörande delen av regeringsmakten i överensstämmelse med folksuveränitetsprincipen. Det har vanligen skett genom att utvecklingen gått ditåt i praktiken, genom "praxis". Ibland har utvecklingen också slutgiltigt kodifierats i konstitutionen, det vill säga skrivits in där. Så är fallet i bland annat Sverige, Danmark och Spanien. Vanligen har parlamentets starka maktställning till exempel över statsbudgeten och genom kontrollmakten över regeringen eller andra historiska orsaker, bidragit till parlamentarismen som i Storbritannien och Norge bland annat. Parlamentarism infördes i praktiken i Norge 1884 genom att Stortinget lyckades fälla en regering i riksrätt.

## Lista över nuvarande konstitutionella monarkier
2017 var följande länder konstitutionella monarkier:

- Antigua och Barbuda[a]
- Aruba[b]
- Australien [a]
- Bahamas[a]
- Bahrain[1]
- Barbados[a]
- Belgien
- Belize[a]
- Bhutan[2]
- Curaçao[b]
- Danmark[c]
- Grenada[a]
- Jamaica[a]
- Japan
- Jordanien[3]
- Lesotho[4]
- Liechtenstein[5]
- Luxemburg
- Kambodja[6]
- Kanada[a]
- Kuwait[7]
- Malaysia[8]
- Marocko[9]
- Monaco[10]
- Nederländerna[b]
- Norge
- Nya Zeeland[a]
- Papua Nya Guinea[a]
- Saint Kitts och Nevis[a]
- Saint Lucia[a]
- Saint Vincent och Grenadinerna[a]
- Salomonöarna[a]
- Sint Maarten[b]
- Spanien[11]
- Storbritannien[d]
- Sverige
- Thailand[e][12]
- Tonga[13]
- Tuvalu[a]